# Giorgio Bassani
Giorgio Bassani född 4 mars 1916 i Bologna, död 13 april 2000 i Rom, var en italiensk författare.